# L'estate nei tuoi occhi
L'estate nei tuoi occhi (The Summer I Turned Pretty) è una serie televisiva statunitense ideata da Jenny Han.
Basata sull'omonima serie di romanzi dell'autrice, la serie viene pubblicata su Prime Video a partire dal 17 giugno 2022.

## Trama
Come ogni anno, Belly trascorre le vacanze insieme alla madre Laurel e al fratello Steven a casa di Susannah, la migliore amica della madre. Durante la permanenza, Belly rivede i figli di Susannah, nonché suoi amici, i fratelli Jeremiah e Conrad, ritrovandosi coinvolta in un triangolo amoroso nel quale dovrà capire di chi è realmente innamorata, se di Jeremiah o di Conrad, per il quale ha sempre avuto una cotta.

## Episodi
| Stagione         | Episodi | Pubblicazione USA | Pubblicazione Italia |
| ---------------- | ------- | ----------------- | -------------------- |
| Prima stagione   | 7       | 2022              | 2022                 |
| Seconda stagione | 8       | 2023              | 2023                 |
| Terza stagione   | 11      | 2025              | 2025                 |

## Produzione
L'8 febbraio 2021, Amazon ha avviato la produzione di una serie composta da otto episodi. La serie è basata sull'omonimo romanzo del 2009 di Jenny Han. È stata creata e prodotta da Han. I produttori esecutivi sono anche Gabrielle Stanton, Karen Rosenfelt, Nne Ebong e Hope Hartman. L'8 giugno 2022, prima della première della serie, Amazon ha rinnovato la serie per una seconda stagione. Ad agosto 2023 la serie viene rinnovata anche per una terza stagione di dieci episodi.

### Cast
Il 28 aprile 2021, Lola Tung, Rachel Blanchard, Jackie Chung e Christopher Briney sono stati scelti come personaggi principali della serie. Nel luglio 2021, Gavin Casalegno, Sean Kaufman, Minnie Mills e Alfredo Narciso si sono uniti al cast principale, mentre Summer Madison, David Iacono, Rain Spencer e Tom Everett Scott si sono uniti al cast in ruoli ricorrenti.

### Riprese
Le riprese della prima stagione si sono svolte nel 2021 a Wilmington, nella Carolina del Nord, tra cui Carolina Beach, Fort Fisher e Padgett Station.

## Distribuzione
La prima stagione della serie è stata pubblicata su Prime Video il 17 giugno 2022, la seconda a partire dal 14 luglio 2023, mentre la terza a partire dal 16 luglio 2025.

## Accoglienza
Il sito web di recensioni Rotten Tomatoes, per quanto riguarda la prima stagione, ha riportato un punteggio di approvazione dell'88% con una valutazione media di 7,1/10, sulla base di 24 recensioni. Metacritic, che utilizza una media ponderata, ha assegnato alla prima stagione un punteggio di 73 su 100 sulla base di 7 critici, indicando "recensioni generalmente favorevoli".